# Cmentarz żydowski w Trzebini
Cmentarz żydowski w Trzebini – został oficjalnie założony w 1815 w Trzebini aczkolwiek już wcześniej jego teren służył jako miejsce pochówków (najstarszy zachowany nagrobek pochodzi z 1780 roku). Nekropolia dzieli się na cztery kwatery: męską, żeńską, chłopięcą i dziewczęcą. Cmentarz ma powierzchnię 0,5 ha. Został zniszczony podczas II wojny światowej. Do naszych czasów zachowało się 248 macew.

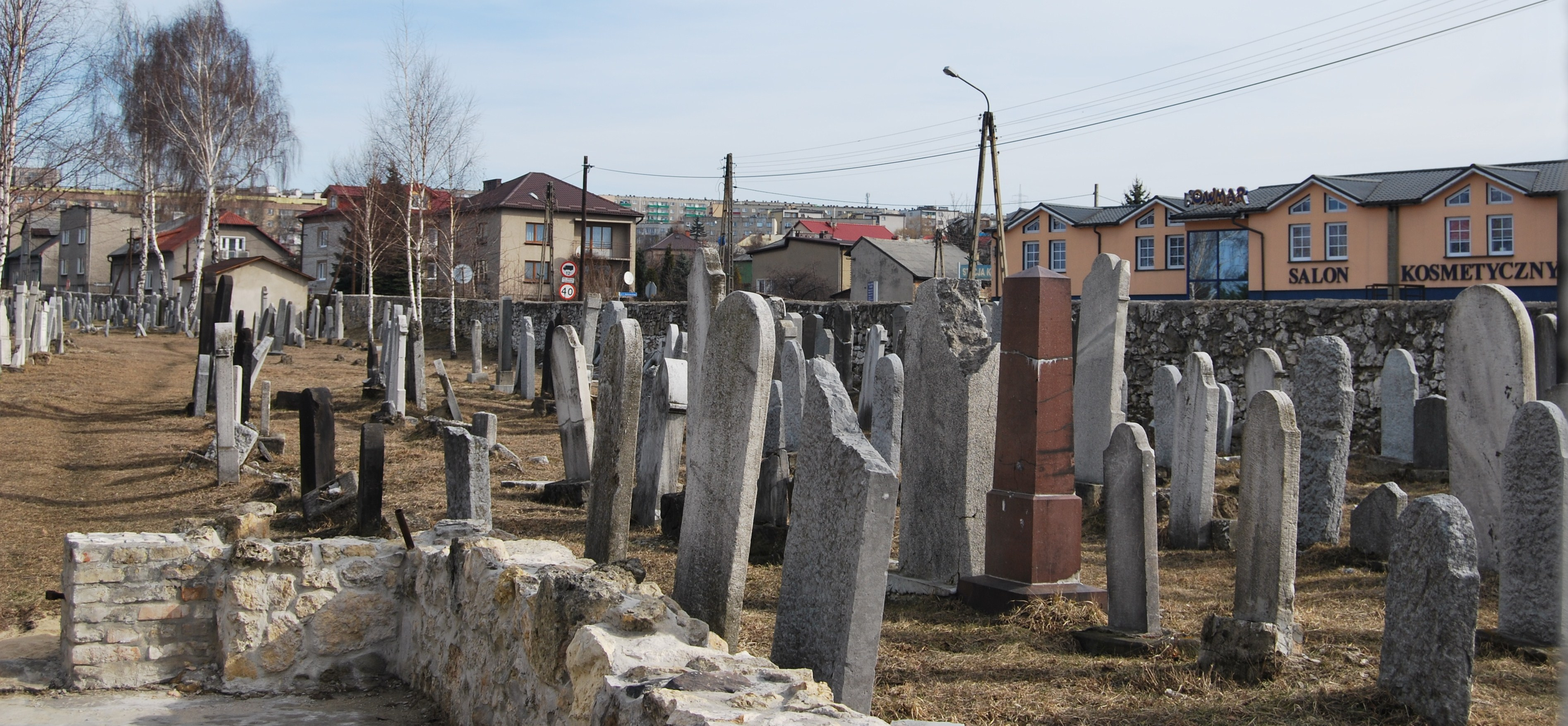
Macewy